# 机竜之助
机 竜之助（机 龍之助、つくえ りゅうのすけ）は、小説『大菩薩峠』に登場する元甲源一刀流の剣士。日本の時代小説におけるニヒリスト剣士の系譜の事実上の元祖とも言われる。
色白の細面で痩身。年は30代と設定されている。諱は宗芳。机家は相馬氏の流れを汲む名家。父・弾正は大菩薩峠の麓の沢井村に住み、道場を営んでいる。竜之助は道場の跡取り息子として剣の特訓を受けていた。
残忍かつ身勝手な男で、少年時代から気に入らない相手を木刀で殴り殺し、山遊びに行くと出掛けては辻斬りをし、小説の冒頭で大菩薩峠でいきなり老巡礼を斬り殺す。武芸試合で宇津木文之丞を殺し、その妻お浜を自分のものにして出奔する。このため以後、その弟･宇津木兵馬から兄の仇として追われる身となる。
江戸へ出て吉田竜太郎と名乗り、零落の日々を過ごすうちに、新撰組と交流をもつようになる。剣では無敵だとのプライドを持っていたが、仲間と兵馬の師匠･島田虎之助を襲った際に、島田には敵わぬと悟り、苦悩。挙句にお浜と口論になりそのまま斬殺し、兵馬との決闘をすっぽかして、一子・郁太郎を捨てて京都に向かう。
京都では芹沢鴨に仲間になるように誘われるが、お浜を斬殺した事を思い出し、遊郭で突然錯乱状態になり、刀を振り回し失踪してしまう。以後、大和の山中を彷徨い愛刀も捨てて、新撰組とは全く逆の思想を持つ天誅組に出会い、無節操な竜之助は成り行きで参加する。決起に敗れた天誅組と共に十津川郷に敗走する途中、泊まっていた山小屋で追っ手の放った爆弾が爆発し失明してしまう。龍神温泉で目を癒していると、お浜そっくりの女･お豊に助けられるが、そのお豊が苦しい生活の末に自害した事を聞かされても「歌うものは勝手に歌い、死ぬ者は勝手に死ぬ」と薄情な態度で答える。
盲目の美男子という事で世話を焼こうとする女が次々と現れるが、彼女たちの多くは非業の最期を遂げる。人殺しの快感を求め、行く先々で夜毎に「おれは人を斬りたいから斬るのだ――助けてくれと悲鳴を揚げるのをズンと斬る、ああ胸が透く、たまらぬ」と次々と無差別殺人を繰り返し、家族を殺された遺族を絶望のどん底に落とし、街を恐怖に陥れていく（以後その凶行は延々と続く）。
「音無しの構え」を使う。「音無しの構え」とは相手が討ってくるまで動かずに、相手がしびれをきらして斬りかかってきたところを討つ技である。相手の刀と一度も刃を合わせることなく、音が鳴らないので音無しという。

## 映画で机竜之助を演じた俳優
- 大河内傳次郎（1935年 - 1936年）
- 片岡千恵蔵（1953年）
- 片岡千恵蔵（1957年 - 1959年）
- 市川雷蔵（1960年 - 1961年）
- 仲代達矢（1966年）